# Adore Tour
The Adore Tour var en verdensturné af det amerikanske rockband Smashing Pumpkins. Det var bandets fjerde verdensturné og til fordel for studiealbummet Adore, der blev udgivet i sommeren 1998. Verdensturnéen varede fra 15. maj 1998 til 21. august 1998. 
Verdensturnéen bestod af 61 koncerter i 48 byer fordelt på 21 lande. Den var derved væsentligt kortere end bandets første tre verdensturnéer. Koncerterne fandt sted i Nordamerika, Europa, Asien og Oceanien. Bandet bestod af Billy Corgan, James Iha, D'arcy Wretzky og Kenny Aronoff.  
Tidligt på turnéen kom Smashing Pumpkins forbi Danmark, da bandet spillede i Tivoli i København d. 26. maj 1998 foran 15.000 tilskuere. 

## Sange
Eftersom verdensturnéen blev foretaget i forbindelse med udgivelsen af Adore, spillede bandet primært sange fra det nye album. De mest spillede sange var singlerne "Ava Adore" og "Perfect". Derudover blev "To Sheila", "Shame" og "Tear" fra det nye album også spillet flittigt. Samtidig blev "Bullet with Butterfly Wings", "1979" og "Tonight, Tonight" fra dobbeltalbummet Mellon Collie and the Infinite Sadness også spillet ofte, mens der stort set ikke blev spillet nogen sange fra bandets første to album, Gish og Siamese Dream. 

### De 10 mest spillede sange
| Sang                          | Antal koncerter | Udgivelse                              |
| ----------------------------- | --------------- | -------------------------------------- |
| "Ava Adore"                   | 57              | Adore                                  |
| "Perfect"                     | 54              | Adore                                  |
| "To Sheila"                   | 53              | Adore                                  |
| "Shame"                       | 49              | Adore                                  |
| "Bullet with Butterfly Wings" | 47              | Mellon Collie and the Infinite Sadness |
| "Tear"                        | 47              | Adore                                  |
| "For Martha"                  | 45              | Adore                                  |
| "Tonight, Tonight"            | 45              | Mellon Collie and the Infinite Sadness |
| "1979"                        | 43              | Mellon Collie and the Infinite Sadness |
| "Once Upon a Time"            | 41              | Adore                                  |

## Bandet
- Billy Corgan (sang, guitar)
- James Iha (guitar)
- D'arcy Wretzky (bas)
- Kenny Aronoff (trommer)
- Mike Garson (klaver)
- Bon Harris (slaginstrumenter)
- Stephen Hodges (slaginstrumenter)
- Lisa Germano (violin) (kun på de allerførste koncerter)

## Koncerten i Tivoli d. 26. maj 1998
Koncerten i Tivoli varede mere end to timer og var bandets femte i Danmark. Der var mødt cirka 15.000 tilskuere op i København. 
Koncerten var én af bandets mange velgørenhedskoncerter på bandets europaturné og fandt sted, før bandet udgav albummet Adore. Til trods for at pladen ikke var kommet på gaden endnu, valgte Smashing Pumpkins næsten udelukkende at spille nyt materiale, selv om bandets seneste to plader havde været utroligt succesrige. 
Foruden sangene fra Adore spillede bandet fire numre fra dobbbelalbummet Mellon Collie and the Infinite Sadness. Samtidig blev "Let Me Give the World to You" også spillet. Sangen var indspillet samtidig med resten af Adore, men nummeret var blevet valgt fra i sidste øjeblik. Sangen blev senere udgivet på MACHINA II/Friends and Enemies of Modern Music i september 2000. Koncerten blev afsluttet med en udvidet coverversion af Joy Division-nummeret "Transmission". 

### Sætliste
Sæt:
- "To Sheila"
- "Tear"
- "Once Upon a Time"
- "Crestfallen"
- "Ava Adore"
- "Daphne Descends"
- "Thru the Eyes of Ruby"
- "Perfect"
- "Tonight, Tonight"
- "Let Me Give the World to You"
- "Bullet with Butterfly Wings"
- "Shame"
- "For Martha"

Ekstranumre:
- "1979"
- "Transmission"

### Bandet
- Billy Corgan (sang, guitar)
- James Iha (guitar)
- D'arcy Wretzky (bas)
- Mike Garson (klaver)
- Kenny Aronoff (trommer)
- Bon Harris (slaginstrumenter)
- Stephen Hodges (slaginstrumenter)

### Download kopi
Koncerten fra Tivoli kan downloades gratis på Live Music Archive.